# Glaciar Agalina

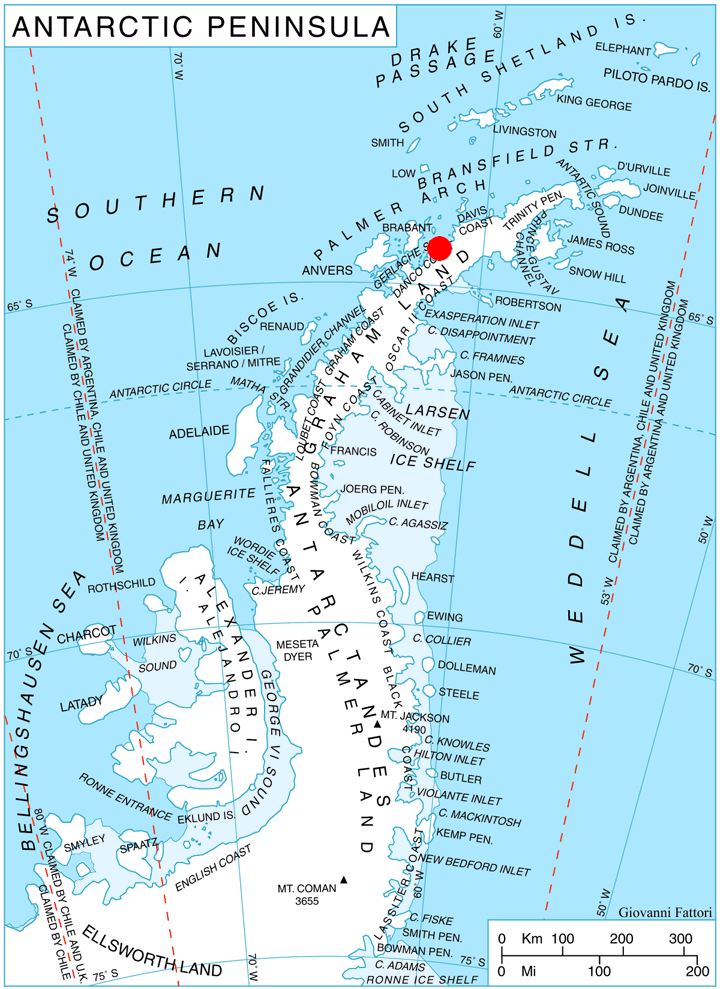
Localización de la Península de Pefaur (Ventimiglia) en la Costa Danco, Península Antártica.

El glaciar Agalina ( en búlgaro: ледник Агалина, ‘Lednik Agalina’ \'led-nik a-ga-'li-na\)  es un glaciar de 4.8 km de largo y 2.9 km  de ancho en la Península de Pefaur (Ventimiglia), en la costa Danco en el lado poniente de la península Antártica, situada al oriente del glaciar Poduene y al poniente del Glaciar Krapets. Fluye hacia el norte y desemboca en el Pasaje de Graham y el brazo poniente de la Ensenada Salvesen.
El glaciar recibe su nombre por punta Agalina en la costa búlgara del Mar Negro.

## Ubicación
El glaciar Agalina está centrado en 64°26′20″S 61°26′00″O / -64.43889, -61.43333 en un mapeo británico de 1978.

## Mapas
- Territorio Antártico Británico. Mapa topográfico, escala 1:200000 topographic map. Serie DOS 610, Hoja W 64 60.  Dirección de Reconocimientos en el Extranjero (Directorate of Overseas Surveys), Tolworth, Reino Unido, 1978.
- Antarctic Digital Database (ADD). Mapa topográfico de la Antártida, escala 1:250000. Comité Científico para la Investigación en la Antártida (Scientific Committee on Antarctic Research, SCAR), 1993-2012.